# Serrote (Registro)
Serrote é um bairro rural (área urbana isolada) do município brasileiro de Registro, no interior do estado de São Paulo.

## História

### Formação administrativa
- Decreto nº 22.521-B de 24/07/1953 - Cria a 2.ª subdelegacia de polícia na localidade conhecida pela denominação de Serrote, no distrito e município de Registro[3].
- Pedido para criação do distrito através de processo que deu entrada na Assembléia Legislativa do Estado de São Paulo no ano de 1981, mas como não atendia os requisitos necessários exigidos por lei para tal finalidade o processo foi arquivado[4].

## Geografia

### Demografia

#### População urbana
| Crescimento população urbana | Crescimento população urbana | Crescimento população urbana | Crescimento população urbana |
| Censo                        | Pop.                         |                              | %±                           |
| ---------------------------- | ---------------------------- | ---------------------------- | ---------------------------- |
| 1980                         | 354                          |                              | —                            |
| 1991                         | 855                          |                              | 141,5%                       |
| 2000                         | 652                          |                              | −23,7%                       |
| 2010                         | 1 113                        |                              | 70,7%                        |
| Fonte: IBGE e Fundação SEADE |                              |                              |                              |

Até o Censo 2010 (IBGE) Serrote era classificado pelo IBGE como área urbana isolada do distrito sede.

### Rodovias
O principal acesso ao bairro é a Rodovia Régis Bittencourt (BR-116).

## Serviços públicos

### Saneamento
O serviço de abastecimento de água é feito pela Companhia de Saneamento Básico do Estado de São Paulo (SABESP).

### Energia
A responsável pelo abastecimento de energia elétrica é a Neoenergia Elektro, antiga CESP.

## Religião
O Cristianismo se faz presente no bairro da seguinte forma:

### Igreja Católica
- A igreja faz parte da Diocese de Registro[12].

### Igrejas Evangélicas
- Assembleia de Deus - O bairro possui congregação da Assembleia de Deus Ministério de Madureira.
- Congregação Cristã no Brasil[13].
- Igreja Adventista do Sétimo Dia.